# Manuale di Frascati
Il Manuale di Frascati è un documento che stabilisce la metodologia per raccogliere e utilizzare dati sulla ricerca e sviluppo nei paesi membri dell'Ocse (Organizzazione per la cooperazione e lo sviluppo economico).

## Scrittura e pubblicazione
Nel giugno 1963, esperti dell'Ocse si riunirono con il gruppo NESTI (National Experts on Science and Technology Indicators) a Villa Falconieri a Frascati. Il risultato di tale lavoro, basato su un documento di base presentato da Christopher Freeman, fu la prima versione del manuale, ufficialmente conosciuta come The Proposed Standard Practice for Surveys of Research and Experimental Development. Da allora il manuale è stato rivisto varie volte. Nel 2002 fu pubblicata la sesta versione.
Il documento stabilisce alcune definizioni fondamentali (tipo di attività: ricerca di base, ricerca applicata, sviluppo sperimentale; personale di ricerca: ricercatori, tecnici, personale ausiliario). Principalmente tratta della misurazione delle risorse dedicate alla ricerca e sviluppo – spesa e personale – nei settori: istruzione superiore, governo, imprese, imprese no-profit private.
Il Manuale di Frascati è  molto importante per comprendere il ruolo della scienza e della tecnologia nello sviluppo economico. Le definizioni fornite in questo documento furono accettate internazionalmente e servirono come linguaggio comune nelle discussioni delle politiche sulla scienza e tecnologia. Originariamente uno standard dell'Ocse, è diventato uno standard riconosciuto negli studi di ricerca e sviluppo in tutto il mondo ed è ampiamente usato da varie organizzazioni associate con l'Organizzazione delle Nazioni Unite e l'Unione europea.
Negli ultimi decenni, il gruppo NESTI ha pubblicato, sotto la guida dell'economista italiano Giorgio Sirilli, un gruppo di documenti, chiamati “Frascati family” che include manuali sulla R&S (Manuale di Frascati), sull'innovazione (Manuale di Oslo), sull'innovazione dei paesi in via di sviluppo (Manuale di Bogota), sulle risorse umane (Manuale di Canberra), sulla bilancia di pagamenti tecnologica e i brevetti come indicatori di scienza e tecnologia.